# Colin Colas
Colin Colas (néerlandais : Brammetje Bram) est une série de bande dessinée du Flamand Eddy Ryssack dont 43 histoires à suivre et plusieurs récits complets ont été publiés aux Pays-Bas de 1970 à 2003. Ryssack a parfois été assisté au scénario (Yvan Delporte, Jacques Alexander et Peter Rosa).
Populaire aux Pays-Bas, en Flandre belge et en Allemagne, la série est peu connue en France, où elle a d'abord été traduite sous le nom Brieuc Briand par les éditions Albin Michel en 1976, puis sous le nom Colin Colas dans l'hebdomadaire jeunesse Super As de 1979 à 1980.